# Myrmekiaphila comstocki
Myrmekiaphila comstocki is een spinnensoort uit de familie Cyrtaucheniidae. De soort komt voor in de Verenigde Staten.